# Caiolo
Caiolo is een gemeente in de Italiaanse provincie Sondrio (regio Lombardije) en telt 994 inwoners (31-12-2004). De oppervlakte bedraagt 33,3 km², de bevolkingsdichtheid is 29 inwoners per km².

## Demografie
Caiolo telt ongeveer 419 huishoudens. Het aantal inwoners steeg in de periode 1991-2001 met 5,9% volgens cijfers uit de tienjaarlijkse volkstellingen van ISTAT.
| Jaar | Inwoneraantal |
| ---- | ------------- |
| 1991 | 903           |
| 2001 | 956           |

## Geografie
Caiolo grenst aan de volgende gemeenten: Albosaggia, Carona (BG), Castione Andevenno, Cedrasco, Foppolo (BG), Piateda, Postalesio, Sondrio.